# Laguna Rogagua
Laguna Rogagua är en sjö i Bolivia.   Den ligger i departementet Beni, i den nordvästra delen av landet, 600 km norr om huvudstaden Sucre. Laguna Rogagua ligger 171 meter över havet. Arean är 156 kvadratkilometer. Den sträcker sig 16,1 kilometer i nord-sydlig riktning, och 17,6 kilometer i öst-västlig riktning.
Trakten runt Laguna Rogagua består huvudsakligen av våtmarker. Runt Laguna Rogagua är det mycket glesbefolkat, med 2 invånare per kvadratkilometer.